# Aysun
Aysun al Arabi (arabisch عيشون بن سليمان بن يقظان العرابي Aysun ben Sulayman ben Yaqdhan al-Arabí) war der Sohn von Sulayman al-Arabi (arabisch سليمان بن يقظان الكلبي الأعرابي Sulayman ben Yaqdhan al-Kalbí al-Arabí). Sein Vater war von 777 bis 780 der maurische Wali (Statthalter) von Barcelona.

## Leben
Sulayman stand in Opposition zu Abd ar-Rahman (arabisch عبد الرحمن الداخِل), dem ersten Emir von Córdoba. Daher hatte er ein Angebot an Karl den Großen gesandt, sich selbst gemeinsam mit Wali Hussein von Saragossa ihm zu unterwerfen und dann gemeinsam den Emir zu bekämpfen. Daraufhin zog Karl der Große 778 durch die katalanischen Pyrenäen nach Saragossa. Diesem Heer schlossen sich Aysun und sein Vater an.
Hussein von Saragossa widersprach jedoch, eine Zusage gegeben zu haben und weigerte sich, seine Stadt zu übergeben. Nach einer einmonatigen Belagerung kehrte Karl der Große um und nahm einige seiner Alliierten als Geisel mit, denen er vorwarf, ihn falsch unterrichtet zu haben, darunter Sulayman. Aysun und sein Bruder Matruh verbündeten sich daraufhin mit den Basken, schlugen in der Schlacht bei Roncesvalles das fränkische Heer und befreiten ihren Vater.
Nachdem 780 sein Vater auf Befehl des Wali Hussein ermordet worden war, wechselte Aysun die Seiten und wandte sich dem Emir von Córdoba zu. Er beteiligte sich an dessen Eroberung von Saragossa 781 und am anschließenden Feldzug gegen die Basken und in die Cerdanya. Schließlich zogen sie nach Barcelona, wo auch sein Bruder Matruh, der die Stadt im Auftrag seines Vaters verwaltete, die Autorität des Emirs anerkannte und ihn dieser zum Wali ernannte.
Nach 785 verlieren sich die Spuren von Aysun. Es wird angenommen, dass er bei der Eroberung von Girona durch die Franken von diesen gefangen genommen und nach Aachen verschleppt wurde. Als alter Mann sei ihm dann 826 die Flucht und die Rückkehr in die Spanische Mark gelungen.

## Die Revolte des Aissó 826
Ein Adliger mit dem Namen Aysun oder Aissó setzte sich im Jahr 826 in der Gegend von Vic fest und die Besatzungen der umliegenden Burgen schlossen sich einem Aufstand gegen den dortigen neuen Grafen Bernhard von Septimanien an. Zahlreiche gotische Adlige und maurische Befürworter eines Friedens mit dem Fränkischen Reich schlossen sich dieser Revolte an.
Als der noch junge Graf vom Kaiser Hilfe erhielt, wandte sich Aysun an die einzige Macht, die den Franken widerstehen konnte, und sandte seinen Bruder mit einem Hilfeersuchen an den Emir von Córdoba, Abd ar-Rahman II. Die Truppen seines Generals Ubayd Allah (auch bekannt als Abu Marwan) besetzten 827 das gesamte Gebiet der Grafschaft Barcelona, belagerten die Hauptstadt und plünderten das Umland. Nachdem es ihnen aber nicht gelungen war, Barcelona einzunehmen, belagerten sie ebenfalls erfolglos Girona. Daraufhin verließen die Rebellen das Land mit den maurischen Truppen.
Es wird angenommen, dass Aysun in Córdoba auf Befehl des Emirs getötet wurde, da ihn dieser des Verrats verdächtigte.
In den Chroniken wird der Anführer des Gotenaufstandes Aissó genannt. Daher kann nicht ausgeschlossen werden, dass es sich dabei um zwei verschiedene Personen handeln könnte, deren Biografien allerdings gewisse Parallelen haben.